# Телекомунікації у Швеції
У цій статті йдеться про телекомунікації у Швеції .

## Телекомунікації
Швеція лібералізувала свою телекомунікаційну галузь, починаючи з 1980-х років і була офіційно лібералізація завершена в 1993 році. Це було на три роки раніше, ніж у США, і на п'ять років раніше, ніж спільна європейська політика, запроваджена в січні 1998 року, дозволила створити відкритий і конкурентний ринок телекомунікацій. Шведи, більшість з яких володіють комп'ютерною грамотністю, насолоджуються постійним зростанням ринку Інтернету та доступністю таких технологій, як Metro Ethernet, оптоволокно, супутник, технології доступу до WAN і навіть доступність послуг 3G. Статистично використовується 6,447 (2004) мільйонів телефонних ліній, 8,0436 (2005) мільйонів мобільних стільникових телефонів і 6,7 мільйонів шведів є постійними користувачами Інтернету.
Ця велика кількість телекомунікаційних технологій є результатом сприяння розвитку конкурентоспроможної галузі, що стало можливим завдяки дерегуляції. Оскільки Швеція була першою, хто взявся за це важке завдання, уряду довелося створити «власну нормативну базу». Процеси, які відбулися в результаті лібералізації телекомунікаційної галузі, можна структурувати в три етапи: «З Фази 1 (монополії) через Фазу 2 (поєднання монополії та конкуренції) до „зрілої“ Фази 3 (із великою конкуренцією)».
Фаза 1
1. Розпочато в 1980 році з рішення парламенту відкрити ринок терміналів, підключених до загальнодоступної мережі. Раніше Televerket[en], домінуюча телефонна компанія у Швеції, мала виключне право підключати обладнання до загальнодоступної мережі.[1]
2. У 1989 році Televerket створює дочірню компанію під назвою Swedish Telecom International, щоб конкурувати за міжнародних клієнтів.[1]
3. Telia просить уряд стати компанією з обмеженою відповідальністю в 1990 році, і уряд перетворює Televerket на публічну компанію, продавши частину акцій. Фактично, у 1987 році генеральний директор Televerket у своїй промові заявив, що він хоче, щоб процес лібералізації був завершений.[1]
4. Ця ініціатива привела до прийняття Закону про телекомунікації, який набрав чинності 1 липня 1993 року, що стало першим значним результатом лібералізації. Найголовнішою причиною цього стала, як не парадоксально, ефективність національного оператора.[1] Оператор — Televerket. «У 1993 році була створена нова компанія Telia AB і був запущений новий Закон про телекомунікації».[1]
5. На даний момент уряд має опосередкований контроль над компанією, хоче сприяти ринковій конкуренції та не хоче перешкоджати підтримці «стратегії зростання Televerket».[1]
6. До 1992 року Televerket переходить від просто національного оператора до національного регулюючого органу. По суті, маючи монопольний контроль з благословення держави.

Фаза 2
1. Акцент робиться на місцевій петлі, також відомій як «остання миля». Мета полягає в тому, щоб поступово запровадити конкуренцію, але зберегти певну монополію, щоб стримати вихід на ринок.
2. Компанія Telia AB не була зобов'язана проводити горизонтальний поділ. «Вона була і залишається найбільшим постачальником як кабельного телебачення, так і мобільного зв'язку».[1]
3. У кількох випадках було б краще розбити компанію, але держава не схвалює поділ. Вона продовжував утримувати компанію як напівдержавне підприємство, а чинний власник продовжував утримувати монополію на ринку.
4. Основним питанням, що викликає занепокоєння під час Фази 2, є питання взаємоз'єднання. До Закону про телекомунікації 1993 року напівдержавна компанія могла диктувати власні умови, але після 1993 року Telia було сказано вести переговори з компаніями, які бажають з'єднання.

Фаза 3
У період 1993—2000 рр. спостерігається зростання конкуренції, законодавство регуляторного органу неодноразово змінювалося. У випадку послуги звичайного телефонного зв'язку Telia у 2000 році все ще утримувала монополію на ринку доступу до фіксованого зв'язку. Коли проникнення мобільних телефонів та Інтернету на ринку домогосподарств стало одним із найвищих у світі, понад 50 відсотків доходу припадає на ці дві галузі. Було три великі організації, що надавали послуги GSM, і 120 інтернет-провайдерів. Однією з головних причин процвітання конкуренції лідерів у регіонах, які раніше не були монополістами, був легковажний підхід регулюючого органу до вирішення проблеми з'єднання. Telia встановлювала дуже високі тарифи на з'єднання, що ускладнювало вхід нових учасників. Але що він зробив, так це підштовхнув нових учасників до виходу на інші ринки. Tele2 зробив саме це, провівши масштабну маркетингову кампанію, щоб залучити величезну кількість клієнтів до своєї послуги доступу до Інтернету. Ця кампанія виявилася достатньо успішною, щоб повернути Telia за стіл переговорів щодо питання з'єднання. Цей процес зрештою призвів до скасування легковажного регуляторного підходу до взаємоз'єднання та передав більше повноважень регуляторному органу. Інтенсивність регулювання продовжувала зростати приблизно в 1999 році в інших сферах, крім послуги звичайного телефонного зв'язку, особливо на ринку мобільного зв'язку.

## Телефони
- магістральні лінії, що використовуються: 5,014 млн (2009)
- мобільний стільниковий зв'язок: 10,65 млн (2009)
- загальна оцінка: високорозвинена телекомунікаційна інфраструктура; входить до числа провідних країн за проникненням фіксованого зв'язку, мобільного стільникового зв'язку, Інтернету та широкосмугового зв'язку
- побутові: коаксіальний і багатожильний кабель передають більшість голосового трафіку; паралельна мікрохвильова радіорелейна мережа несе деякі додаткові телефонні канали
- міжнародні: 5 підводних коаксіальних кабелів; супутникові наземні станції — 1 Intelsat (Атлантичний океан), 1 Eutelsat і 1 Inmarsat (регіони Атлантичного та Індійського океанів); примітка. Швеція спільно використовує наземну станцію Inmarsat з іншими північними країнами (Данія, Фінляндія, Ісландія та Норвегія)

## Радіо
- станції мовлення: AM 1, FM 124, короткі хвилі 0 (2008)
- радіоприймачі: 8,25 млн (1997)
- мовлення: мовлення: державний телевізійний мовник керує 2 наземними мережами та регіональними станціями; численні приватні телевізійні мовники, що працюють на національному, регіональному та місцевому рівнях; близько 50 місцевих телестанцій; широкий доступ до панскандинавських і міжнародних мовників через багатоканальне кабельне та супутникове телебачення; державне радіомовлення керує 3 загальнонаціональними станціями та мережею з 25 регіональних каналів; приблизно 100 приватних місцевих радіостанцій, деякі з яких об'єднані в майже національні мережі; приблизно 900 громадських і місцевих радіостанцій транслюють з перервами (2008)

## Телебачення
- станцій мовлення: 252 (2008)
- телевізори: 4,6 млн (1997)

## Інтернет
- Домен верхнього рівня: .se
- Інтернет-провайдери (ISP): 29 (2000).
- Інтернет-хости:
  - 6,0 млн хостів, 19 місце у світі (2012);[3]
  - 5,6 мільйонів хостів (2010).
- Інтернет-користувачі: 6,8 млн користувачів, 49 місце у світі; 94 % населення, 19 місце у світі (2012).[4][5]

## Радіоелектронна розвідка
У 2009 році Риксдаг прийняв нове законодавство, яке регулює діяльність радіостанцій національної оборони, дозволяючи їм збирати інформацію з бездротових і кабельних сигналів, що проходять через кордон Швеції. Оскільки більшість комунікацій у Швеції в тій чи іншій точці проходять через її кордони,[джерело?] цей моніторинг на практиці також впливає на більшість трафіку в межах Швеції.[джерело?]